# Chionodraco hamatus
Chionodraco hamatus è un pesce appartenente alla famiglia Channichthyidae.

## Descrizione
Le dimensioni sono solitamente comprese tra i 33 ed i 37 cm, ma si ha notizia di alcuni esemplari lunghi anche 49 cm.

## Distribuzione e habitat
Chionodraco hamatus abita le fredde acque della piattaforma continentale in Antartide.
È un pesce demersale, e può essere rinvenuto a profondità comprese tra i 4 ed i 600 metri.

## Biologia

### Alimentazione
C. hamatus si nutre principalmente di krill, larve di pesce e pesci di piccole dimensioni.

### Riproduzione
Come molte specie appartenenti alla famiglia Channichthyidae, la riproduzione comprende la deposizione in un nido delle uova, le quali vengono poi sorvegliate da uno dei genitori. Il maschio prepara un nido, per poi corteggiare la femmina e la deposizione delle uova (e presumibilmente anche la loro fecondazione) ha luogo di notte. La femmina rimane nei pressi del nido, dove sorveglia le uova e se ne prende cura. La cova dura per un periodo di tempo prolungato, durante il quale il maschio non sembra coinvolto nella cura delle uova. Le larve hanno una prolungata fase pelagica.